# Dub letní v Dolních Počernicích
Dub letní v Dolních Počernicích je památný strom, který roste v Praze-Dolních Počernicích na soukromém pozemku v ulici Národních hrdinů. Je nepřístupný, ale viditelný.

## Parametry stromu
- Výška: 25 m
- Obvod: 546 cm
- Ochranné pásmo: vyhlášené - kruh o poloměru 13 m na p.č. 295/1, 303, 306 k.ú. Dolní Počernice
- Datum prvního vyhlášení: 17.07.2001[1]
- Odhadované stáří: 298 let (rok 2024)[2]

## Popis
Strom je jedním z nejmohutnějších v Praze díky svému obvodu. Má krátký a široký kmen, ze kterého poměrně nízko nad zemí vyrůstají tři mohutné větve. Tyto větve se dále větví dalšími silnými větvemi a tvoří tři terminální vrcholy dubu. Svého vrcholu dosahuje koruna ve výšce 25 metrů. Zdravotní stav stromu je velmi dobrý.